# Godzilla (film, 1998)
Godzilla je japonsko-americký sci-fi katastrofický film, který režíroval Roland Emmerich. Hlavními herci filmu jsou Matthew Broderick, Jean Reno, Maria Pitillo a Hank Azaria. Film měl premiéru v USA 20. května 1998. Snímek ukazuje, jaký dopad mohou mít jaderné zbraně.

## Příběh
Ve Francouzské Polynésii se konají jaderné testy, v jejichž důsledku se v okolí míst výbuchu dějí zvláštní věci. O několik let později je napadena japonská loď a případ má vyšetřit francouzský agent Philippe Roaché. Mezitím se do New Yorku dostává kvůli vůni ryb obří mutantní plaz. Je povolán černobylský expert na žížaly Nick Tatopoulos, který prokázal, že jaderný odpad dokáže zvětšovat zvířata. To už ale v New Yorku řádí Godzilla (jak ji Japonci nazvali), kterou nedokáže zastavit ani střelba z vrtulníků a ponorek. Nickova přítelkyně odhalí tajemství o zkázonosném potenciálu Godzilly a svět zachvátí panika. Roaché však Nicka přesvědčí o nutnosti proti Godzille zasáhnout. Vydávají se do Madison Square Garden, kde zjišťují, že Godzilla je obojetník a že naklade až dvě stě vajec za měsíc. Nick povolá stíhačky, které zabijí mláďata, ale to Godzillu ještě víc rozzuří. Jediná možnost, jak ji dostat, je nějak ji znehybnit, proto Nick jede na provazový most, kde také Godzilla umírá.

## Hlavní role
| Matthew Broderick | Dr. Niko Tatopoulos |
| Jean Reno         | Philippe Roche      |
| Maria Pitillo     | Audrey Timmonds     |
| Hank Azaria       | Victor Palotti      |
| Harry Shearer     | Charles Caiman      |